# فيفيك سينغ
فيفيك سينغ (1 نوفمبر 1993 بكلكتا في الهند - ) هو لاعب كريكت هندي.

## وصلات خارجية
- فيفيك سينغ على موقع إي آس بي آن كريك إنفو (الإنجليزية)